# A2 Ethniki 2002-2003
L'A2 Ethniki 2002-2003 è stata la 42ª edizione della seconda divisione greca di pallacanestro maschile. La 17ª edizione con il nome di A2.

## Classifica finale
| #  | Teams               | P  | V  | P  | PF   | PS   | Pt | Qualificate |
| -- | ------------------- | -- | -- | -- | ---- | ---- | -- | ----------- |
| 1  | Apollon Patrasso    | 26 | 22 | 4  | 2218 | 1984 | 48 | Promozione  |
| 2  | Palaio Faliro       | 26 | 18 | 8  | 1986 | 1906 | 44 | Promozione  |
| 3  | Īlysiakos           | 26 | 16 | 10 | 1993 | 1867 | 42 |             |
| 4  | Panellīnios         | 26 | 14 | 12 | 2060 | 2011 | 40 |             |
| 5  | A.G.E. Calcide      | 26 | 14 | 12 | 2198 | 2128 | 40 |             |
| 6  | Iōnikos Nikaias     | 26 | 14 | 12 | 1996 | 1943 | 40 |             |
| 7  | G.S. Larissa        | 26 | 13 | 13 | 2099 | 2100 | 39 |             |
| 8  | Papagou             | 26 | 13 | 13 | 2041 | 2071 | 39 |             |
| 9  | MENT BC             | 26 | 12 | 14 | 1925 | 1953 | 38 |             |
| 10 | A.O. Dafni          | 26 | 12 | 14 | 1997 | 2042 | 38 |             |
| 11 | K.A.O. Dramas       | 26 | 11 | 15 | 2063 | 2078 | 37 |             |
| 12 | A.L.F. Alimo        | 26 | 10 | 16 | 1879 | 1948 | 36 | Retrocesse  |
| 13 | Peiraïkos Syndesmos | 26 | 7  | 19 | 2014 | 2096 | 33 | Retrocesse  |
| 14 | Milōn Neas Smyrnīs  | 26 | 6  | 20 | 1929 | 2271 | 32 | Retrocesse  |